# جون كوتس (رائد أعمال)
جون كوتس (بالإنجليزية: John Coates)‏ هو كاتب عدل ‏ وكبير الإداريين التنفيذيين ومحامي ورائد أعمال أسترالي، ولد في 7 مايو 1950 في سيدني في أستراليا.

## وصلات خارجية
- جون كوتس على موقع اللجنة الأولمبية الدولية (الإنجليزية)
- جون كوتس على موقع اللجنة الأولمبية الدولية (الإنجليزية)
- جون كوتس على موقع أوليمبيديا (الإنجليزية)
- جون كوتس على موقع قاعة أستراليا للمشاهير الرياضية (الإنجليزية)